# Tour della nazionale maschile di rugby a 15 della Francia 1994
Nel 1994 la nazionale francese di rugby union, allenata da Pierre Berbizier, si reca in Canada e Nuova Zelanda per un tour nel quale ottiene due storiche vittorie contro la Nuova Zelanda, ma anche una imprevista sconfitta con il Canada.

## La squadra
- Manager : Guy Laporte
- Allenatore: Pierre Berbizier
- Capitano: Philippe Saint-André
- Estremi

JL Sadourny (Colomiers)
S. Viars (Brive)
- Trequarti

Ph S. André (Montferrand)
E.Ntamack (Tolosa) 
W.Téchoueyres (SBUC Bordeaux) 
I.Leflamand (Lyon)

P.Sella (Agen)
Y.Delaigue (Tolone) 
F.Mesnel (Racing Parigi)
T.Lacroix (Dax)
P. Carbonneau (Tolosa)
- Mediani

C,Deylaud (Tolosa) 
A.Macabiau (Perpignan) 
B. Bellot (Grauleht) 

G.Accoceberry (Begles Bordeaux)
Fabien Galthié (Colomiers)
- Avanti

A.Benazzi (Agen)
L.Cabannes (Racing Parigi)
P.Benetton (Agen)
O.Merle (Grenoble) 
O.Roumat (Dax)
L.Saigne (Merignac)
JM Gonzales (Bayonne)
L.Benezech (Racing Parigi)
L.Armary (Lourdes)
C,Califano (Tolosa) 
JF Tordo (Nizza RC) 

O.Brouzet (Grenoble) 
X. Blond (Racing Parigi) 
I. Loppy (Tolone) 
S.Dispagne (Narbonne)
M.Cecillon (Bourgoin)

## Risultati
| Arbitro: | D. Steele |

|        |      |                                |
| Smith  | mt   | Tordo, Viars Leflamand, Bellot |
| Ross   | tr   | Bellot                         |
| Ross 8 | c.p. | Bellot                         |

Il primo test vede i francesi soccombere clamorosamente ai canadesi diretti in campo dal solito Gareth Rees e dalla tribuna dal coach Ian Birwell.
I canadesi dominano malgrado l'espulsione al 30'del loro tallonatore Cardinal, per “stamping”. Chiudono comunque il primo tempo sul 12-6.
Il match lascerà qualche strascico sia per la successiva espulsione di Sella, sia per l'inconsueta sostituzione concessa ai canadesi. All'epoca le sostituzioni erano ammesse solo per infortunio, ma l'arbitro sudafricano Rogers concede ai canadesi di sostituire in N.9 Mc kenzie con il tallonaotre di riserva Svoboda. Sostituzione oggi regolare, ma giustificata allora dall'arbitro, per garantire che le prime linee della mischia fossero formate da giocatori esperti nel ruolo, per garantire la dovuta sicurezza.
| Arbitro: | Ian Roger |

|        |      |           |
|        | mt   | Ntamack   |
|        | tr   | Lacroix   |
| Rees 6 | c.p. | Lacroix 3 |

| Arbitro: | Wahlstrom |

|         |      |                      |
| Davis   | mt   | Leflamand 2, Benazzi |
|         | tr   | Lacroix 2            |
| Johnson | c.p. | Lacroix 2, Deylaud   |

| Arbitro: | Steve Walsh |

|                   |      |                   |
| Osborne, Strachan | mt   | Merle, Delaigue   |
| Burton            | tr   | Bellot 2          |
| Burton 5          | c.p. | Bellot            |
|                   | drop | Macabiau, Bellott |

| Arbitro: | R. Hill |

|          |      |                                                                    |
|          | mt   | Loppy, Leflamand 2 Ntamack 2, Lefflamand 2 Lacroix, Gonzales Viars |
|          | tr   | Lacroix 3, Deylaud 2                                               |
| Roache 2 | c.p. |                                                                    |
| Roache   | drop | Lacroix                                                            |

| Arbitro: | Paddy O'Brien |

|                           |      |                              |
| Little, Dowd meta tecnica | mt   | Benazzi 2, Sadourny Gonzales |
| Howarth 2                 | tr   | Lacroix 2                    |
| Howarth 2                 | c.p. | Lacroix 3                    |

| Arbitro: | A.G.Riley |

|                         |      |                                        |
| Matakaiongo, Fitisemanu | mt   | carbonneau 3, Téchoueyeres Leflamand 2 |
| Lott                    | tr   | Bellot 5                               |
| Lott 2                  | c.p. | Bellot 2                               |

Nel primo test ufficiale i francesi vincono un match storico anche per il raggiungimento (primo nella storia) del “cap” n. 100 per Philippe Sella.
| Arbitro: | Derek Bevan |

| |            | |
| Bunce | mt         | Benetton |
| | tr         | Lacroix |
| Cooper | c.p.       | Lacroix 2 |
| | drop       | Deylaud 2, Sadourn |
| 15.John Timu, 14.John Kirwan, 13.Frank Bunce, 12.Matthew Cooper, 11.Jonah Lomu, 10.Simon Mannix, 9.Stu Forster, 8.Arran Pene, 7.Mike Brewer, 6.Blair Larsen, 5.Ian Jones, 4.Mark Cooksley, 3.Richard Loe, 2.Sean Fitzpatrick (cap), 1.Olo Brown | Formazioni | 15.Jean-Luc Sadourny, 14.Émile Ntamack, 13.Philippe Sella, 12.Philippe Saint-André (cap), 11.Thierry Lacroix, 10.Christophe Deylaud, 9.Guy Accoceberry, 8.Philippe Benetton, 7.Laurent Cabannes, 6.Abdelatif Benazzi, 5.Olivier Roumat, 4.Olivier Merle, 3.Christian Califano, 2.Jean-Michel Gonzalez, 1.Laurent Benezech - Sostituti: Louis Armary, Sébastien Viars, Marc Cécillon |

| Arbitro: | Colin Hawke |

|                               |      |                          |
| Falcon 2, Hewitt meta tecnica | mt   | Tordo Viars meta tecnica |
| Mc Leod 2                     | tr   | Bellot 2                 |
| Cunningahm                    | c.p. | Bellot 2                 |
| Mc Leod                       | drop |                          |

| Arbitro: | Derek Bevan |

| |            | |
| Fitzpatrick | mt         | Ntamack, Sadourny |
| | tr         | Deylaud, Lacroix |
| Cooper 5 | c.p.       | Deylaud, Lacroix 2 |
| 15.John Timu, 14.John Kirwan, 13.Frank Bunce, 12.Matthew Cooper, 11.Jonah Lomu, 10.Stephen Bachop, 9.Stu Forster, 8.Zinzan Brooke, 7.Mike Brewer, 6.Blair Larsen, 5.Ian Jones, 4.Mark Cooksley, 3.Richard Loe, 2.Sean Fitzpatrick (cap), 1.Olo Brown - Sostituti: Arran Pene | Formazioni | 15.Jean-Luc Sadourny, 14.Émile Ntamack, 13.Philippe Sella, 12.Philippe Saint-André (cap), 11.Thierry Lacroix, 10.Christophe Deylaud, 9.Guy Accoceberry, 8.Philippe Benetton, 7.Laurent Cabannes, 6.Abdelatif Benazzi, 5.Olivier Roumat, 4.Olivier Merle, 3.Christian Califano, 2.Jean-Michel Gonzalez, 1.Laurent Benezech - Sostituti: Yann Delaigue, Xavier Blond, Olivier Brouzet, Louis Armary |